# Leptogaster similis
Leptogaster similis là một loài ruồi trong họ Asilidae. Leptogaster similis được Hsia miêu tả năm 1949. Loài này phân bố ở miền Ấn Độ - Mã Lai.